# Drømmen
Drømmen es una película dramática basada en una historia real sobre la cruzada de un muchacho joven contra un director dictatorial de la "vieja escuela". Fue dirigida por Niels Arden Oplev y producida por Sisse Graum Jørgensen en 2006. La película cuenta con la historia de un niño que vive en un campo danés y que decide contar la historia sobre el asesinato de Martin Luther King.

## Argumento
La historia está transcurre en el ámbito rural danés de finales de los años 1960. Un día, un joven de 13 años llamado Frits Johansen (Janus Dissing Rathke), también conocido Martin, regresa a su casa, pero encuentra a su padre debajo de la mesa en el comedor, donde le dice que debe esconderse para que nadie los vea.
Sufre la tiranía de su profesor, quien se niega a ver su evolución en la clase. Durante todas las vacaciones de verano Frits ve todo lo que hay en la televisión. Se interesa en particular en las noticias procedentes de los EE.UU: el "I have a dream" de Martin Luther King y su sueño de un mundo mejor sin opresión ni discriminación racial, al igual que las manifestaciones en las grandes ciudades. Se siembra el germen de la rebelión y sólo hay que esperar la vuelta al cole para que las nuevas ideas se conviertan en hechos. 
En casa todo anda trastocado, su padre ha caído en una depresión y en el colegio se alternan el aburrimiento y los tirones de orejas en el despacho del director. Pero las cosas van a cambiar: el padre recupera el ánimo y llega un nuevo profesor que escucha rock al colegio, tiene pósteres del Che Guevara y sobre todo cuestiona al director y sus crueles métodos de educación.

## Curiosidades
En Dinamarca la película se estrenó el 24 de marzo de 2006 en los cines y se colocó a la cabeza de las listas de recaudación en la semana de su estreno con alrededor de un millón de espectadores. 

## Producción
El rodaje estaba programada para iniciarse a comienzos del 2005 mientras anunciaban el estreno de esta película para comienzos del año siguiente, pero arrancó el 22 de enero de 2005 y el final se grabó del 26 de abril al 22 de octubre de 2005.

## Reparto
- Bent Mejding (Director Lindum-Svendsen)
- Janus Dissing Rathke (Frits Johansen)
- Anders W. Berthelsen (Freddie Svale)
- Jens Jørn Spottag (Peder)
- Peter Hesse Overgaard (Erling)
- Anne-Grethe Bjarup Riis (Stine)
- Gyrd Løfqvist (el abuelo de Firts)
- Elin Reimer (la abuela de Firts)
- Steen Stig Lommer (Maestra Oslen)
- Kurt Ravn (Doctor de la escuela)
- Peter Schrøder (Sepultero)
- Sarah Juel Werner (Iben)
- Daniel Ørum (Troels)
- Lasse Borg (Søren)
- Joy-Maria Frederiksen (Madre de Iben)
- Tina Gylling Mortensen (Señora Birk)
- Stig Hoffmeyer (Reverendo)
- Birgit Conradi (Esposa del reverendo)
- Lise Stegger (Magrethe)
- Nis Bank-Mikkelsen ("Stutter Anders")
- Katrine Jensenius (Frk Kvist)
- Helle Merete Sørensen (Lindum-Svendsens kone)
- Helene Ravn Jedzini (Señor Larsen)
- Karen Jette Andersen (Profesor de gimnasia)
- Annie Roed Frederiksen (Hanne)
- Karen Skov Petersen (Ellen)
- Sandra Å. Pedersen (Linda)
- Willy Knudsen (la maestra)

- Datos: Q1757810